# Lurio
Genre
Lurio est un genre d'araignées aranéomorphes de la famille des Salticidae.

## Distribution
Les espèces de ce genre se rencontrent en Amérique du Sud.

## Liste des espèces
Selon World Spider Catalog (version 18.0, 17/04/2017) :
- Lurio conspicuus Mello-Leitão, 1930
- Lurio crassichelis Berland, 1913
- Lurio lethierryi (Taczanowski, 1871)
- Lurio solennis (C. L. Koch, 1846)

## Publication originale
- Simon, 1901 : Histoire naturelle des araignées. Paris, vol. 2, p. 381-668 (intégral).